# JClic
El JClic és una versió del programari lliure educatiu Clic, creat per Francesc Busquets i distribuït sota la llicència GPL que permet crear diversos tipus d'activitats educatives multimèdia: associació, relació, trencaclosques, exercicis d'omplir buits, etc. És una aplicació senzilla i intuïtiva.
Permet crear, realitzar i avaluar activitats educatives multimèdia a través de la programació Java. Funciona en entorns operatius Lunux, Mac OS X, Windows i Solaris. En concret, està format per quatre aplicacions, JClic applet permet pincrustar les activitats en una pàgina web, Jclic player és un programa per fer les activitats des del disc dur de l'ordinadors sense haver d'estar connectat a internet, JClic author és una eina per crear, editar i publicar les activitats de manera senzilla i JClic reports és un mòdul que recull dades i genera informes sobre els resultats de les activitats.
Impulsat per la Generalitat de Catalunya, la Junta d'Andalusia el va incorporar al sistema operatiu Guadalinex.